# Fábio Yabu
Fábio Yabu (Santos, 1 de setembro de 1979) é um escritor, cronista, criador de desenhos animados e roteirista de histórias em quadrinhos brasileiro. 

## Biografia
Nasceu na cidade de Santos (São Paulo), em 1979, e atualmente vive na cidade de São Paulo. Entre seus trabalhos mais conhecidos estão as séries Combo Rangers (história em quadrinhos) e Princesas do Mar (franquia de livros e desenhos animados). 
Como cronista, assina a coluna mensal Eu penso assim da Revista DM, voltada ao público mais adolescente feminino. Como podcaster, participa frequentemente do Nerdcast, notadamente abordando assuntos sobre histórias em quadrinhos, história do Brasil e literatura.
Em janeiro de 2011, nasceu sua filha, Luna Trierweiler Yabu.

## Combo Rangers
Em 1998 criou a série em quadrinhos online Combo Rangers, uma das primeiras histórias em quadrinhos a ser publicada exclusivamente na Web. Em 2000, a série migrou para o portal Zip.net, que depois foi absorvido pelo UOL. 
Claramente inspirada em super-heróis japoneses, a série era produzida na então recente tecnologia Flash. Começou como uma paródia aos seriados japoneses, como heróis coloridos pilotando robôs gigantes, e foi ganhando identidade própria ao longo dos anos, incorporando como referências heróis americanos e fenômenos midiáticos como reality shows.
Em 2001, os personagens viraram revistas em quadrinhos, publicadas pelas editoras JBC e Panini. Ao todo lançadas foram 25 revistas.
A série encontrou seu fim em 2004, com o cancelamento da edição impressa pela Panini, que alegou vendas insatisfatórias. O site foi encerrado naquele mesmo ano. 
Mesmo com os constantes apelos dos fãs, o autor preferiu ignorar seus apelos e aposentar os personagens para dedicar-se à sua nova criação, Princesas do Mar. Em dezembro de 2012, o autor lançou uma campanha de financiamento coletivo no site Catarse.me para criação de três álbuns, com distribuição da JBC, Em Janeiro de 2013, o autor conseguiu atingir a meta e anunciou que os álbuns seriam anuais, sendo o primeiro publicado na Bienal do Livro do Rio de Janeiro.

## Princesas do Mar
Em 2004, prevendo o acabamento dos Combo Rangers, Fábio Yabu lançou o livro infantil Princesas do Mar, editado no Brasil pela editora Panda Books  , do jornalista e escritor Marcelo Duarte. O livro mostra as aventuras de um grupo de pequenas princesas sub-aquáticas que estudam numa escola no fundo do mar e governam diferentes animais marinhos.
Com as boas vendas do primeiro livro várias sequencias surgiram nos anos seguintes como "Princesas do Mar - Uma sombra na água" (2006), "Princesas do Mar - As Cartas de Vento" (2007) e "Princesas do Mar - Balada da Princesa Esquecida" (2009). Além de mais 4 voltados pro público pré-escolar: "Princesas do Mar - Mistério na Escola do Mar" (2008), "Princesas do Mar - O Peixe Lendário" (2008), "Princesas do Mar - Tartarugas em perigo" (2009) e "Princesas do Mar - O Pequeno Herói" (2009). Atualmente está em hiatos.
A série também deu origem a um desenho animado espano-australiano, exibido no Brasil pelo canal Discovery Kids, e outros demais países internacionalmente recebendo 2 temporadas com 104 episódios.

## A Última Princesa
Em 2011, assinou contrato com o Grupo Editorial Record, para o lançamento de seu primeiro livro voltado ao público jovem. Ele é baseado na vida da última princesa do Brasil, Isabel, e sua amizade real com o pai da aviação, Santos Dumont.
Em 2012 foi confirmado a produção de um filme baseado na história do livro pela produtora paulistana BossaNovaFilms. Porém com o passar dos meses ele acabou sendo engavetado pela produtora e não voltou mais a ser falado desde então.

## Livros publicados
- Princesas do Mar (ISBN 8587537601)
- Princesas do Mar - Uma Sombra na Água (ISBN 8576950081)
- Princesas do Mar - As Cartas de Vento (ISBN 9788588948327)
- Princesas do Mar - A Balada da Princesa Esquecida (ISBN 9788588948990)
- Princesas do Mar - Mistério da Escola do Mar (ISBN 9788588948433)
- Princesas do Mar - O Peixe Lendário (ISBN 9788588948440)
- Princesas do Mar - O Pequeno Herói (ISBN 9788588948891)
- Princesas do Mar - Tartarugas em Perigo (ISBN 9788588948907)
- Princesas do Mar - O Monstro do Fundo do Mar (ISBN 9788578880460)
- Princesas do Mar - O Desafio dos Tubarões (ISBN 9788578880477)
- Raimundo, Cidadão d' Mundo (ISBN 9788588948389)
- Apolinário, o Homem-Dicionário (ISBN 9788578881023)
- Branca dos mortos e os sete zumbis
- O Regresso de Jaspion

## Outras Obras
- Em 2001, pela Editora JBC, criou a revista da apresentadora Eliana[8]
- Desde 2010 está desenvolvendo desenhos animados com a Estricnina Films. Entre seus projetos atuais para desenhos animados estão as séries "Painted Face" e "Unicórnios e Dinossauros". Em 2016 Unicórnios e Dinossauros teve um episódio piloto divulgado no Youtube.
- Em 2012, sob o pseudônimo de Abu Fobiya, escreveu os livros "Branca dos Mortos e os Sete Zumbis"[9], "Protocolo Bluehand: Zumbis"[10] (em conjunto com Alexandre Ottoni e Deive Pazos) e a graphic novel "Independência ou Mortos"[11]. Todos foram lançados pelo selo Nerdbooks, do site Jovem Nerd, e estão disponíveis à venda exclusivamente na Nerdstore, loja online do portal.
- Em 2012 também escreveu o audio-drama T-Zombii: a gravação dos mortos que tem como personagem pricipal Dr. Caravela (Guilherme Briggs) pelo site Jovem Nerd.[12]
- Em 2013 lançou um webmangá baseado no jogo online Elsword em parceria com a Level Up! Games para a página do jogo.[13] O quadrinho é lançado mensalmente e gratuitamente semelhante aos Combo Rangers, em Novembro de 2014, o jogo ganha um pacote visual baseado em Combo Rangers.[14]
- Em 2015 criou novos personagens para o parque aquático Beach Park, a "Turma do Parque". Uma série em animação com a personagem Maré está sendo divulgada no canal oficial do Youtube. Em 2016 um videoclipe com os personagens cantado pela dupla Palavra Cantada foi divulgado.[15]
- Em julho de 2018, a Editora JBC a Sato Company anunciou uma HQ em estilo mangá baseada no tokusatsu Jaspion escrita por Yabu e ilustrada por Michel Borges.[16] A HQ foi lançada em 2020 com o título O Regresso de Jaspion.[17]